# Белкина, Елена Юрьевна
Елена Юрьевна Белкина (род. 27 ноября 1987, Ташкент) — украинская оперная певица (меццо-сопрано).

## Биография
Родилась в Ташкенте; в 1989 году семья переехала на родину предков, в Крым. Рано проявила музыкальные способности. С 11 лет уже пела на сцене, занималась рисованием, пела в духовном хоре «Антем» и закончила Джанкойскую Музыкальную Школу по классу фортепиано.

## Становление оперной карьеры
В 14 лет познакомилась со своим первым педагогом по вокалу Николаем Горбатовым, который раскрыл талант молодой оперной певицы. Поступила в Киевское высшее музыкальное училище им. Глиэра. Окончив 3 курса, была принята в Национальную музыкальную академию Украины им. Чайковского в класс Евгении Мирошниченко. На 3 курсе победила на Международном конкурсе вокалистов им. Гмыри и получила приглашение стать солисткой Лейпцигской Оперы, где дебютировала в 2009 году в партии Зайды («Турок в Италии» Дж. Россини). Параллельно она обучалась в Высшей Школе Музыки им. Мендельсона-Бартольди, которую с отличием закончила в 2012 году.

## Известность
Уже много лет продюсер Андреа Андерманн (известен по оперным фильмам «Тоска», «Риголетто в Мантуе» с Пласидо Доминго, Кэтрин Мальфитано, Руджеро Раймонди и «Травиата в Париже» с Этери Гвазавой и Хосе Курой) искал главную героиню для своего нового проекта «Золушка». Услышав Белкину в Дюссельдорфе в партии Розины, пригласил на пробы в Рим и вместе с режиссёром Карло Вердоне утвердил. 3,4 июня 2012 года фильм-опера «Золушка» транслировался живьем по телевидению во многих странах мира, а позднее в кинотеатрах Италии.
Итальянская газета La Stampa писала о Золушке — Белкиной так:
«Россини был бы в восторге от Лены, одного из тех прекрасных темных женских голосов, загадочных и чувственных, которыми он был очарован!..» (06/12)
В 2014 году художественный руководитель оперного фестиваля Россини в Пезаро маэстро Альберто Дзедда пригласил Белкину исполнить роль Арзаче в опере «Аврелиан в Пальмире». Эту партию Россини написал для знаменитого кастрата Дж. Б. Веллути (1780—1861) Певице доверили исполнить его каденции, найденные в архиве, которые после смерти певца никто не исполнял, а постановка оперы осуществилась впервые за всю историю фестиваля (с 1980 года)
Международная пресса высоко оценила мастерство Белкиной:
«...На роль, написанную для кастрата, в Пезаро вместо контртенора пригласили меццо-сопрано Лену Белкину. Молодая певица вела уверенно теплый, сияющий и красивый звук сквозь очень виртуозную партию. Её блестящая, и в то же время волнующая ария во втором акте, была одним из самых ярких моментов вечера...» (Opernglas 10/14)
Исполняла партии Розины, Дорабеллы, Керубино, Ольги, Полины на сценах Лейпцигской Опер, Немецкой Оперф на Рейне, Дворца Искусств (Валенсия), Королевского Театра (Мадрид), Театро Комунале (Болонья), Национального Театра (Токио), Венской Государственной Оперы, Баварской Государственной Оперы (Мюнхен). Была участником фестивалей, в числе которых Фестиваль Генделя на родине композитора в Халле, Баховский Фестиваль в Лейпциге, фестиваль Рихарда Штрауса в Гармиш-Партенкирхене и др.

## Репертуар
Георг Фридрих Гендель
- «Альцина» — Руджеро
- «Тезей» — Тезей
- «Юлий Цезарь в Египте» — Секст
- «Ксеркс» — Ксеркс
- «Ринальдо» — Ринальдо

Генри Пёрселл
- «Дидона и Эней» — Дидона

Вольфганг Амадей Моцарт
- «Свадьба Фигаро» — Керубино
- «Так поступают все» — Дорабелла
- «Милосердие Тита» — Секст

Кристоф Виллибальд Глюк
- «Орфей и Эвридика» — Орфей
- «Филемон и Бавкида» — Филемон

Джоаккино Россини
- «Севильский цирюльник» — Розина
- «Золушка» — Анджелина / Золушка
- «Аврелиан в Пальмире» — Арзаче
- «Сорока-воровка» — Нинетта
- «Дева озера» — Елена
- «Отелло» — Дездемона
- «Семирамида» — Семирамида

Гаэтано Доницетти
- «Фаворитка» — Леонора
- «Анна Болейн» — Джейн Сеймур
- «Мария Стюарт» — Елизавета
- «Роберто Деверё» — Сара

Винченцо Беллини
- «Капулетти и Монтекки» — Ромео
- «Норма» — Адальджиза

Жюль Массне
- «Вертер» — Шарлотта
- «Клеопатра» — Клеопатра

Камиль Сен-Санс
- «Самсон и Далила» — Далила

Жак Оффенбах
- «Сказки Гофмана» — Муза / Никлаус
- «Прекрасная Елена» — Елена

Жорж Бизе
- «Кармен» — Кармен

Леош Яначек
- «Катя Кабанова» — Варвара

Пётр Чайковский
- «Евгений Онегин» — Ольга
- «Пиковая дама» — Полина / Миловзор
- «Орлеанская дева» — Иоанна

Николай Римский-Корсаков
- «Царская невеста» — Любаша
- «Майская ночь» — Ганна
- «Снегурочка» — Весна

Модест Мусоргский
- «Борис Годунов» — Марина Мнишек

Сергей Прокофьев
- «Игрок» — мадемуазель Бланш
- «Война и мир» — Элен Безухова

Рихард Штраус
- «Кавалер розы» — Октавиан
- «Ариадна на Наксосе» — Композитор

Рубин Голдмарк
- «Царица Савская» — Царица Савская